# ▽▲TRiNITY▲▽
▽▲TRiNITY▲▽（とりにてぃー）は、バーチャルライバーグループにじさんじ所属の鷹宮リオン、葉加瀬冬雪、フレン・E・ルスタリオによるアイドルユニットである。

## 概要
2021年2月28日に、NBCユニバーサル・エンターテイメントジャパンからメジャーデビューすることが発表され、アニメ『新幹線変形ロボ シンカリオンZ』のエンディング主題歌『キズナ・レール』を同事務所所属の森中花咲と共に担当。
2022年には、アニメ『魔法使い黎明期』のエンディング主題歌『インプリンティング』を担当した。

## メンバー
鷹宮リオン
有数の金持ちが集う魔法学校、私立帝華高校の2年生、17歳。
政治家の娘で高飛車なツンデレタイプだが、学校では風紀委員に所属しており気さくな優等生を演じている。
土日は社会見学の為メイド喫茶でバイト中。—にじさんじ公式サイト
葉加瀬冬雪
実験大好き系女子高生。常に怪しい薬品を持ち歩いている。本人曰く、どの薬にもすごい効果が込められているらしいが……。—にじさんじ公式サイト
フレン・E・ルスタリオ
コーヴァス帝国の女騎士。目的のためなら手段を選ばない。因縁の相手を探し続けている。—にじさんじ公式サイト

## 作品
アルバム
- PRiSM - 2021年10月6日発売。オリコンウィークリー7位。
- Δ(DELTA) -　2022年10月5日発売のセカンドアルバム。オリコン最高順位10位。

主題歌
- 『キズナ・レール』- 森中花咲 meets ▽▲TRiNITY▲▽として、アニメ『新幹線変形ロボ シンカリオンZ』のエンディング主題歌を担当。
- 『インプリンティング』 - アニメ『魔法使い黎明期』のエンディング主題歌を担当。

## 出演
- A&G ARTIST ZONE THE CATCH（文化放送、2021年3月30日[12] - 2023年3月28日） - 火曜日パーソナリティー